# Senuc
Senuc est une commune française, située dans le département des Ardennes en région Grand Est.

## Géographie
| Mouron          | Termes Grandpré | Chevières |
| Vaux-lès-Mouron | Senuc           | Marcq     |
| Montcheutin     | Grandham        | Lançon    |

Senuc est une commune du sud-est des Ardennes, appartenant au canton de Grandpré. Elle se trouve à la limite de la forêt de l'Argonne et voit l'Aire et l'Aisne se rejoindre.

### Hydrographie
La commune est dans la région hydrographique « la Seine du confluent de l'Oise (inclus) à l'embouchure » au sein du bassin Seine-Normandie. Elle est drainée par l'Aisne, l'Aire, un bras de l'Aisne, l'Aisne, le cours d'eau 01 de la commune de Senuc, le cours d'eau 02 de la commune de Senuc, le cours d'eau 02 de la commune de Montcheutin, le Fossé 01 de la commune de Senuc, l'Aire et le ruisseau de la Noue le Coq,.
L'Aisne est un  cours d'eau naturel navigable de 256 km de longueur, traversant les cinq départements Meuse, Marne, Ardennes, Aisne, Oise. Elle est un affluent de rive gauche de l'Oise, ce qui fait d'elle un sous-affluent de la Seine. Elle longe la commune dans sa partie sud puis la traverse d'est en ouest, sur une longueur d'environ 4,8 km.
L'Aire, d'une longueur de 125 km, prend sa source dans la commune de Saint-Aubin-sur-Aire, à 324 m d'altitude, et se jette  dans l'Aisne, en rive droite sur la commune, à 104 m d'altitude, après avoir traversé 36 communes. Elle traverse la commune dans sa partie ouest sur une longueur d'environ 1,7 km.

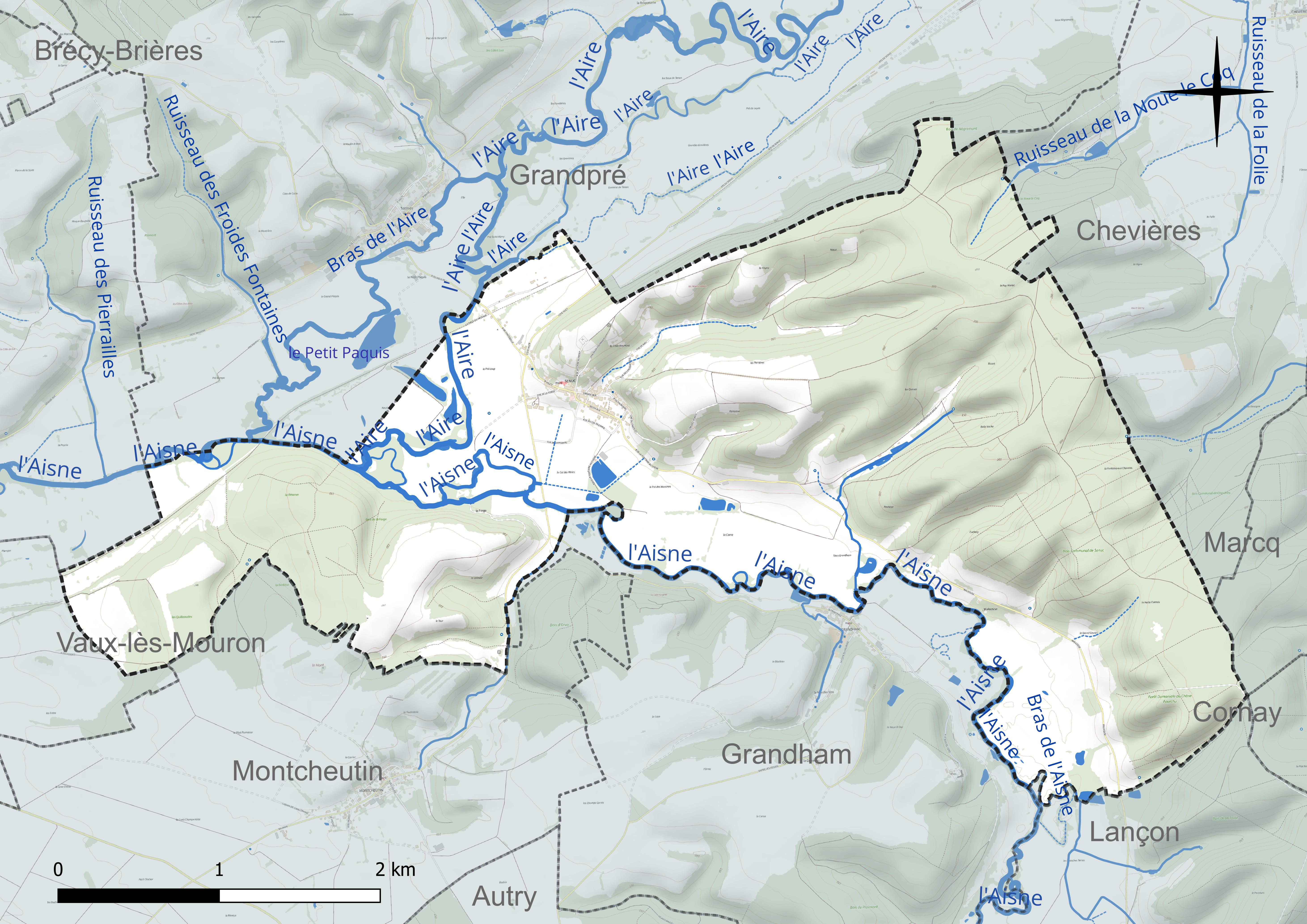
Réseau hydrographique de Senuc.

### Climat
Pour des articles plus généraux, voir Climat du Grand Est et Climat des Ardennes.
En 2010, le climat de la commune est de type climat des marges montargnardes, selon une étude du Centre national de la recherche scientifique s'appuyant sur une série de données couvrant la période 1971-2000. En 2020, Météo-France publie une typologie des climats de la France métropolitaine dans laquelle la commune est exposée à un climat océanique altéré et est dans la région climatique  Nord-est du bassin Parisien, caractérisée par un ensoleillement médiocre, une pluviométrie moyenne régulièrement répartie au cours de l’année et un hiver froid (3 °C). 
Pour la période 1971-2000, la température annuelle moyenne est de 10,2 °C, avec une amplitude thermique annuelle de 15,7 °C. Le cumul annuel moyen de précipitations est de 863 mm, avec 13,4 jours de précipitations en janvier et 9,1 jours en juillet. Pour la période 1991-2020, la température moyenne annuelle observée sur la station météorologique de Météo-France la plus proche, « Montcheutin_sapc », sur la commune de Montcheutin à 3 km à vol d'oiseau, est de 11,0 °C et le cumul annuel moyen de précipitations est de 721,9 mm. 
La température maximale relevée sur cette station est de 41,2 °C, atteinte le 25 juillet 2019 ; la température minimale est de −15,5 °C, atteinte le 20 décembre 2009,,. 
Les paramètres climatiques de la commune ont été estimés pour le milieu du siècle (2041-2070) selon différents scénarios d'émission de gaz à effet de serre à partir des nouvelles projections climatiques de référence DRIAS-2020. Ils sont consultables sur un site dédié publié par Météo-France en novembre 2022.

## Urbanisme

### Typologie
Au 1er janvier 2024, Senuc est catégorisée commune rurale à habitat dispersé, selon la nouvelle grille communale de densité à 7 niveaux définie par l'Insee en 2022.
Elle est située hors unité urbaine. Par ailleurs la commune fait partie de l'aire d'attraction de Vouziers, dont elle est une commune de la couronne,. Cette aire, qui regroupe 45 communes, est catégorisée dans les aires de moins de 50 000 habitants,.

### Occupation des sols
L'occupation des sols de la commune, telle qu'elle ressort de la base de données européenne d’occupation biophysique des sols Corine Land Cover (CLC), est marquée par l'importance des forêts et milieux semi-naturels (56,4 % en 2018), une proportion sensiblement équivalente à celle de 1990 (55,8 %). La répartition détaillée en 2018 est la suivante : 
forêts (56,4 %), prairies (26,8 %), terres arables (13 %), zones agricoles hétérogènes (3,9 %). L'évolution de l’occupation des sols de la commune et de ses infrastructures peut être observée sur les différentes représentations cartographiques du territoire : la carte de Cassini (XVIIIe siècle), la carte d'état-major (1820-1866) et les cartes ou photos aériennes de l'IGN pour la période actuelle (1950 à aujourd'hui).

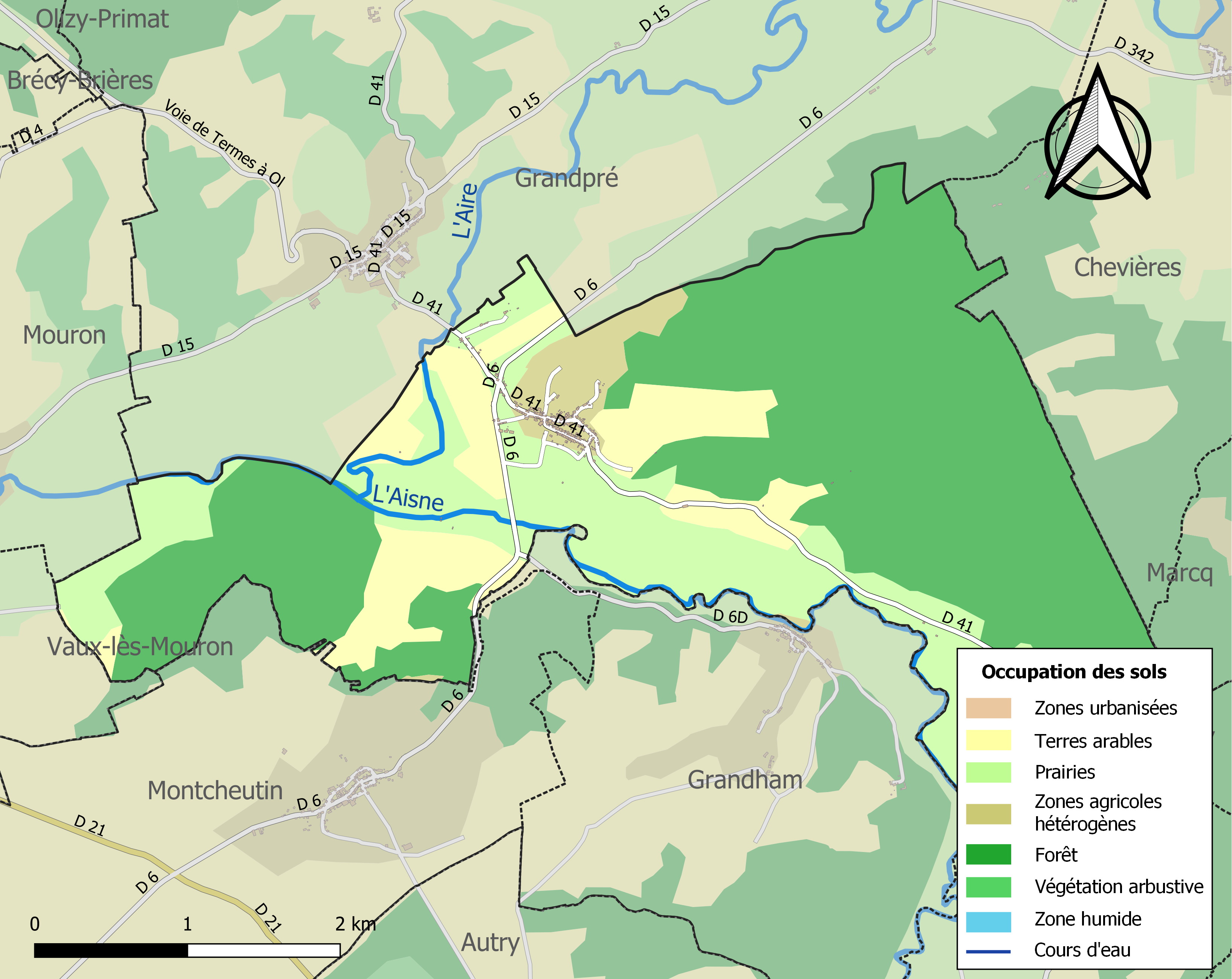
Carte des infrastructures et de l'occupation des sols de la commune en 2018 (CLC).

## Toponymie
Senuc correspond à un nom gaulois .

## Histoire
Un prieuré dépendant de l'abbaye Saint-Remi de Reims est attesté à Senuc depuis le XIe siècle. On y honorait un saint local, Oriculus (saint Oricle) qui, d'après Flodoard, aurait été massacré par les Huns au Ve siècle, avec ses sœurs Oricula et Basilica. Le saint, décapité céphalophore, lava sa tête à une fontaine qui devint un lieu de pèlerinage - et qu'on identifie aujourd'hui au lavoir du village. Puis, sa tête entre les mains, il gagna le tombeau qu'il s'était d'avance préparé. Ses reliques auraient été relevées par l'archevêque Seulfus entre 922 et 925. - (cf. Vie des Saints et des Bienheureux... par les RR. PP. bénédictins de Paris, tome XI, 1954, p. 591–992).
L'église possède une intéressante statue du saint en bois peint du XVIIe siècle.
Le village est occupé lors de la Première Guerre mondiale alors que de violents combats secouent la région et disloquent totalement la forêt d'Argonne.
Lors de la Seconde Guerre mondiale, la IIe armée du général Huntziger y a tenu son P.C. (jusqu'à la mi mai 1940 lors de l'offensive allemande sur Sedan) puis la Gestapo y a installé un commandement dans le château du village. Lors de sa présence, un événement marquant de l'histoire du village se déroula : la capture de cinq hommes à l'aube de la Libération. Deux d'entre eux étaient des jeunes hommes d'une vingtaine d'années, dont Lucien Dauffy, FFI, qui fut torturé, une semaine durant, avant que le commandement allemand ne décidât que tous soient exécutés. Lors du peloton, les soldats abattirent les trois personnes qui étaient au milieu, laissant la vie sans le savoir aux deux jeunes du groupe, qui réussirent à s'enfuir.
Un mémorial, situé vers le lieu-dit la Forge, commémore leur martyre, ainsi qu'une manifestation, le 25 août de chaque année.

## Politique et administration
Senuc est l'une des communes votant historiquement pour le MNR de Bruno Mégret, jusqu'en 2007, où Hervé Lahotte est candidat aux législatives. Le maire rejoint Reconquête en 2022.
| Période                                  | Période                   | Identité                                      | Étiquette    | Qualité         |
| ---------------------------------------- | ------------------------- | --------------------------------------------- | ------------ | --------------- |
| mars 2001                                | En cours (au 25 mai 2020) | Hervé Lahotte, Réélu pour le mandat 2020-2026 | MNR puis REC | Agent technique |
| Les données manquantes sont à compléter. |                           |                                               |              |                 |

## Démographie
L'évolution du nombre d'habitants est connue à travers les recensements de la population effectués dans la commune depuis 1793. Pour les communes de moins de 10 000 habitants, une enquête de recensement portant sur toute la population est réalisée tous les cinq ans, les populations de référence des années intermédiaires étant quant à elles estimées par interpolation ou extrapolation. Pour la commune, le premier recensement exhaustif entrant dans le cadre du nouveau dispositif a été réalisé en 2005.

En 2022, la commune comptait 152 habitants, en évolution de −7,32 % par rapport à 2016 (Ardennes : −2,97 %, France hors Mayotte : +2,11 %).
| 1793 | 1800 | 1806 | 1821 | 1831 | 1836 | 1841 | 1846 | 1851 |
| ---- | ---- | ---- | ---- | ---- | ---- | ---- | ---- | ---- |
| 489  | 566  | 597  | 640  | 706  | 801  | 763  | 746  | 721  |

| 1866 | 1872 | 1876 | 1881 | 1886 | 1891 | 1896 | 1901 | 1906 |
| ---- | ---- | ---- | ---- | ---- | ---- | ---- | ---- | ---- |
| 625  | 612  | 541  | 520  | 547  | 505  | 449  | 416  | 377  |

| 1911 | 1921 | 1926 | 1931 | 1936 | 1946 | 1954 | 1962 | 1968 |
| ---- | ---- | ---- | ---- | ---- | ---- | ---- | ---- | ---- |
| 338  | 323  | 305  | 285  | 307  | 286  | 234  | 206  | 219  |

| 1975 | 1982 | 1990 | 1999 | 2005 | 2006 | 2010 | 2015 | 2020 |
| ---- | ---- | ---- | ---- | ---- | ---- | ---- | ---- | ---- |
| 177  | 168  | 150  | 142  | 150  | 153  | 149  | 156  | 156  |

| 2022 | - | - | - | - | - | - | - | - |
| ---- | - | - | - | - | - | - | - | - |
| 152  | - | - | - | - | - | - | - | - |

## Culture locale et patrimoine

### Lieux et monuments
- Église Saint-Nicolas de Senuc : Cette église est décrite ainsi[24]
« Église de style ogival des XIVe et XVe siècles. Le chœur, les transepts et les inscriptions doivent être regardés comme les parties importantes du monument. Cette église qui dépendait autrefois du prieuré de Senuc, se compose d'une nef principale à trois travées, et de deux bas-côtés; le tout plafonné en bois. Chœur et transepts à voûte ogivale avec nervures cylindriques. Piliers cylindriques sans chapiteaux. Le chœur se termine carrément; il est percé au fond, d'une assez belle fenêtre ogivale. Celle de gauche a été reconstruite. Portail ogival simple. Contreforts simples. »
- Le Mémorial des fusillés du bois de la Forge : En ce lieu, le 29 août 1944, trois résistants patriotes furent fusillés par l'occupant.
- Les trois lavoirs du village

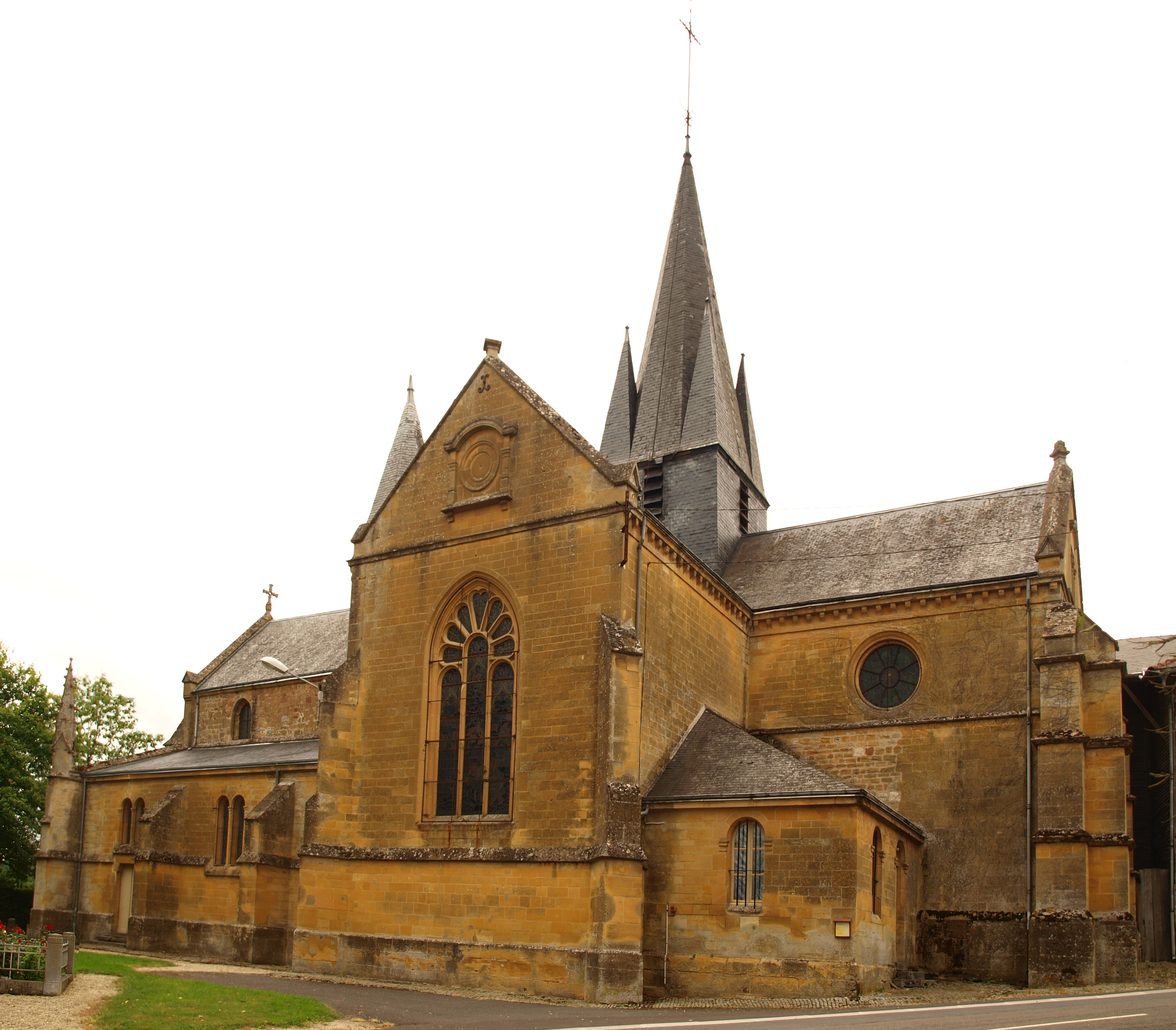
Église.
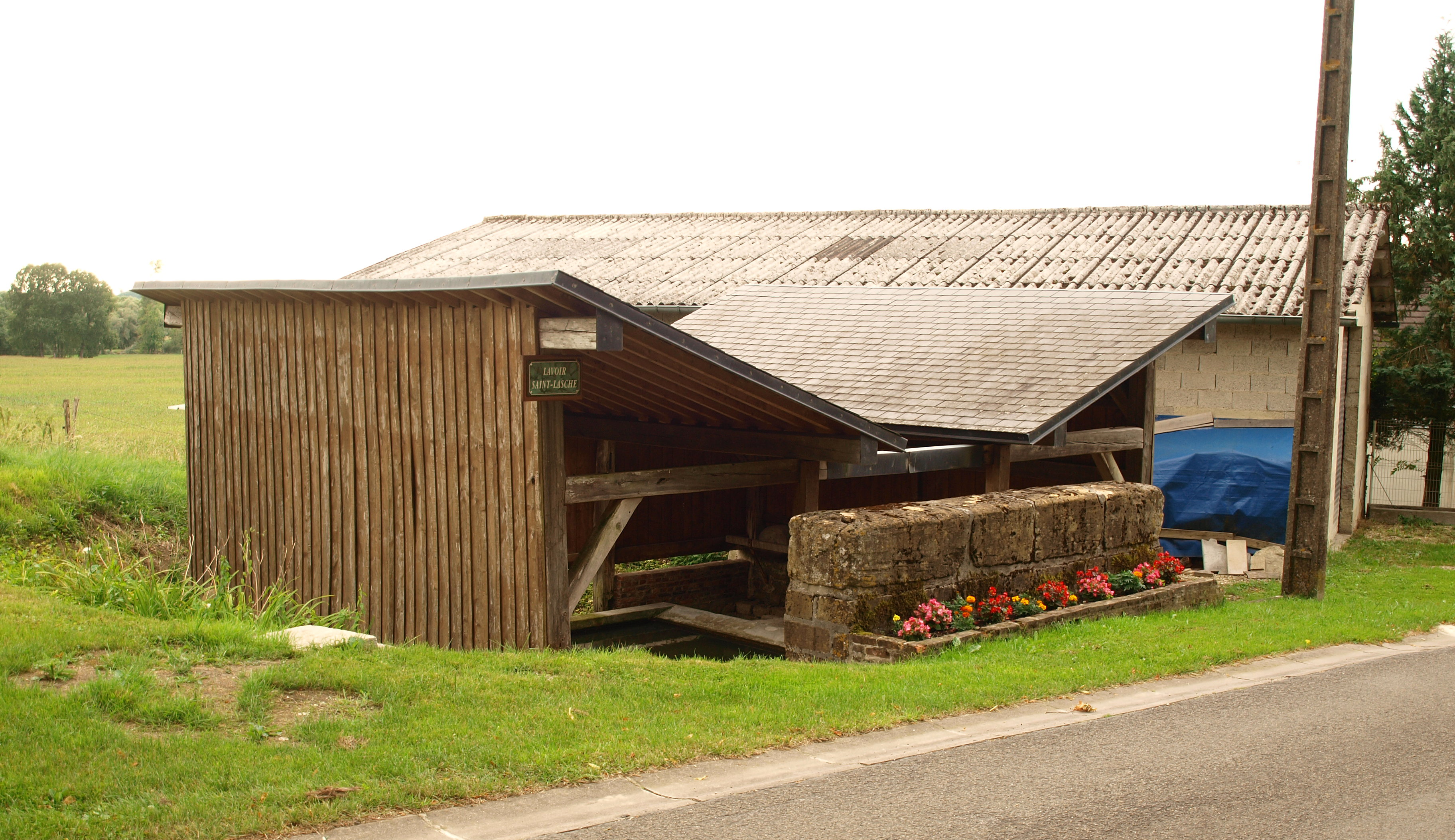
Lavoir.
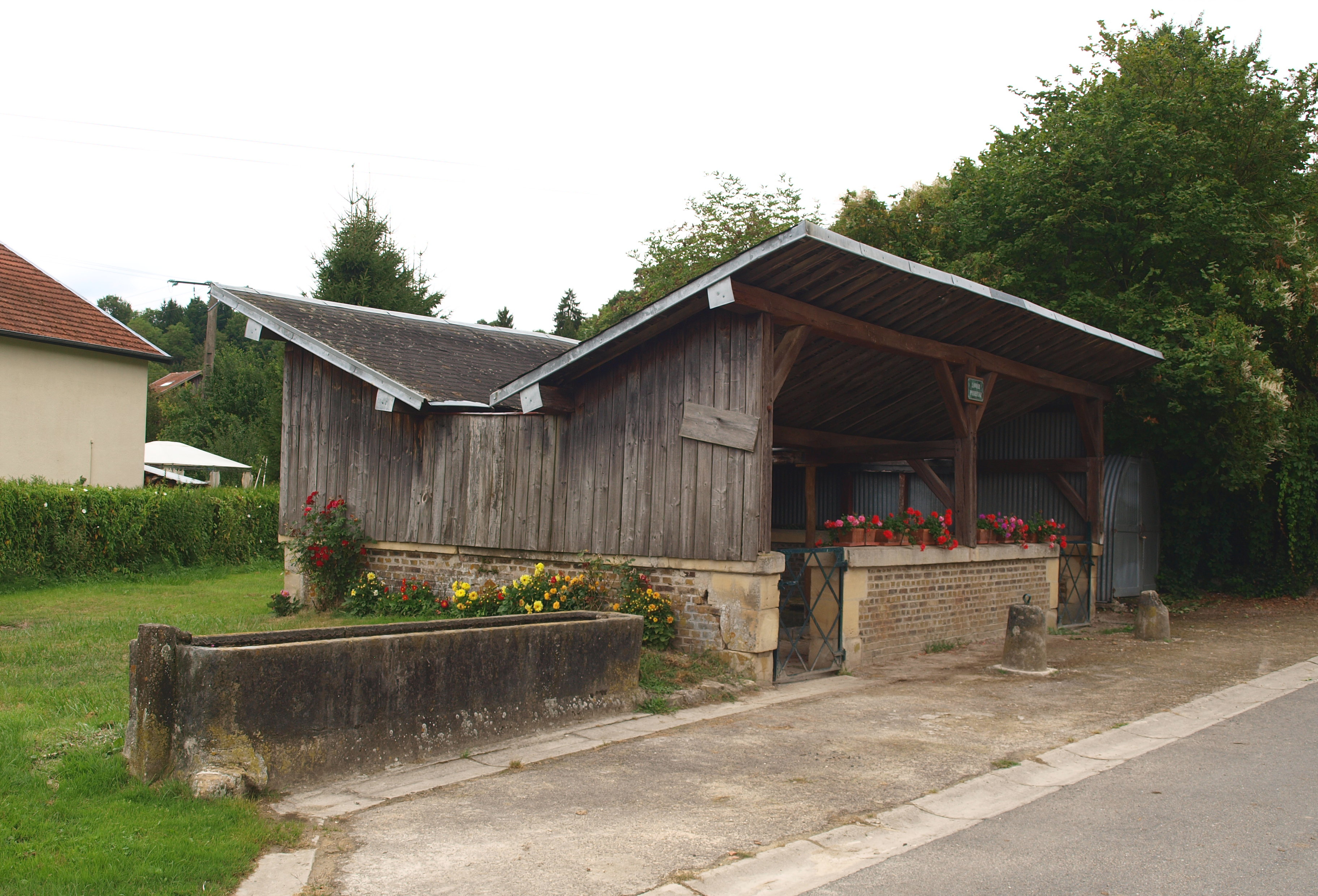
Lavoir.
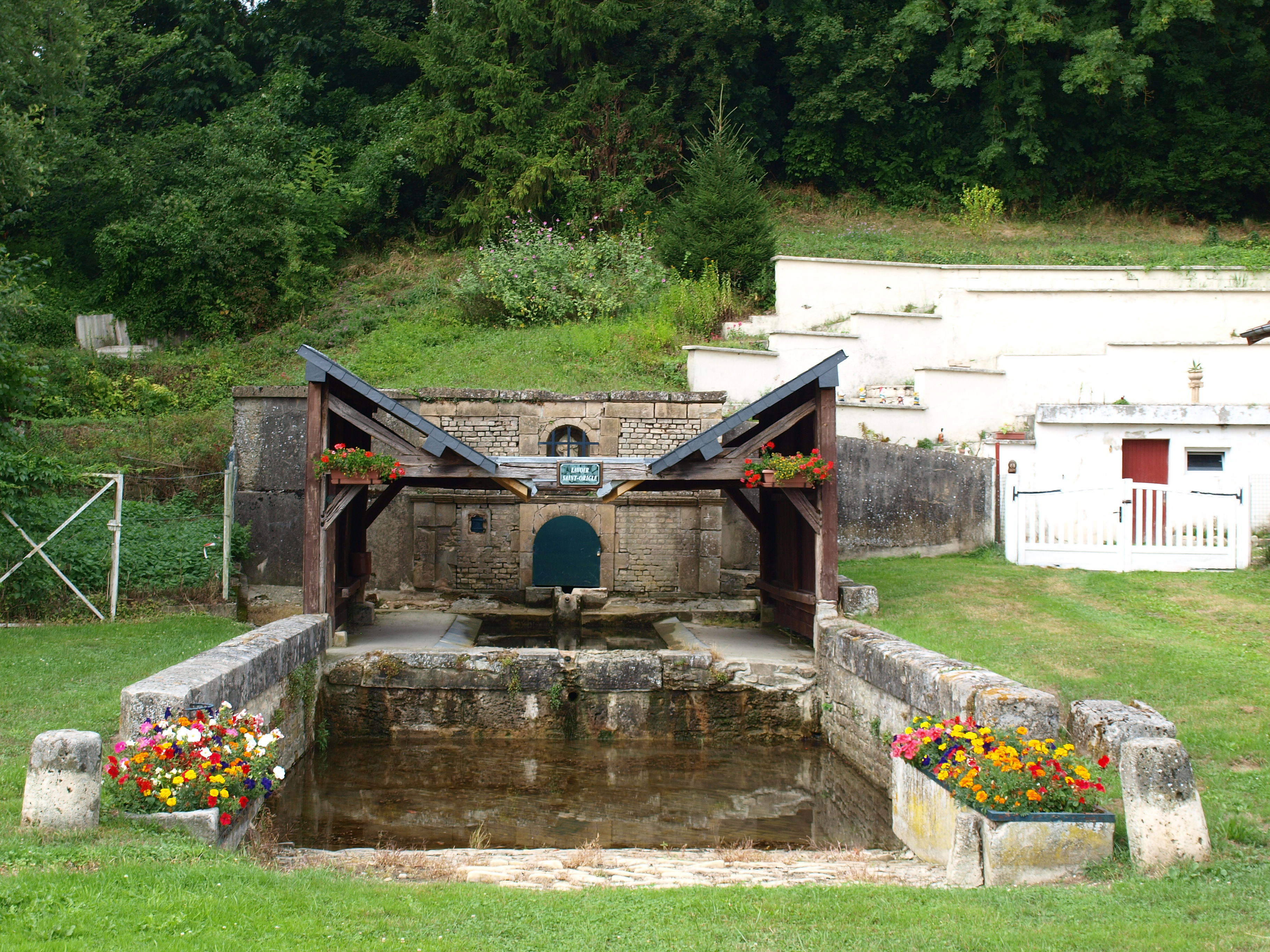
Lavoir.
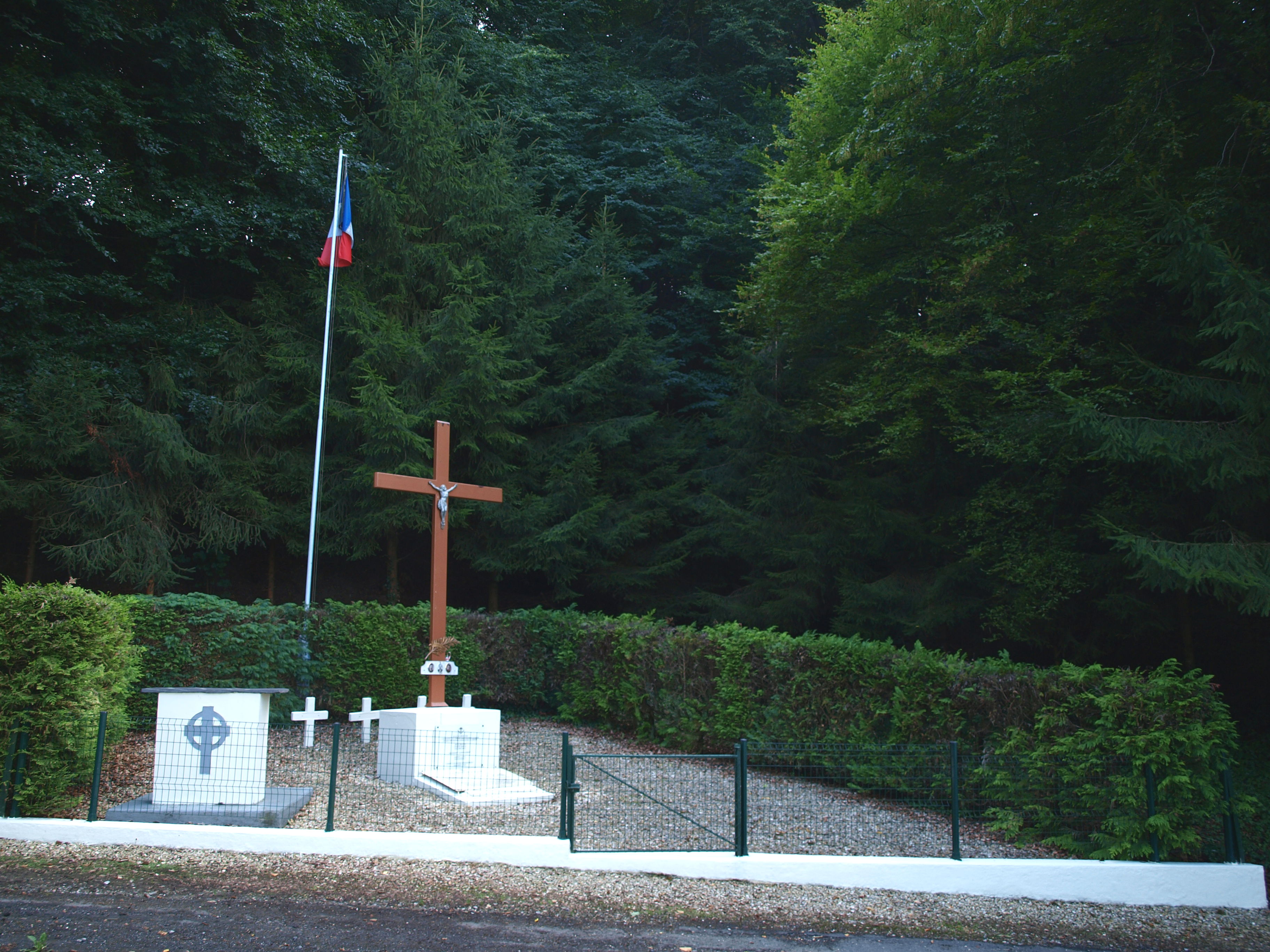
Mémorial des fusillés.

### Personnalités liées à la commune
- Oricle de Reims (Ve siècle) saint catholique romain qui serait mort à Senuc, décapité par les Vandales.
- Arthur Henriet (1866-1954), anarchiste puis député communiste né à Senuc.

### Héraldique
| Blason de Senuc | Blason  | D'or au chevron d'azur accompagné en chef de deux roses de gueules et en pointe d'une grappe de raisin de pourpre tigée et feuillée de sinople. |
| Blason de Senuc | Détails | Le statut officiel du blason reste à déterminer.                                                                                                |